# 芒齿耳蕨
芒齿耳蕨（学名：Polystichum hecatopterum）为鳞毛蕨科耳蕨属下的一个种。

## 扩展阅读
- 維基物種上的相關：芒齿耳蕨